# Crepidotus cesatii
Crepidotus cesatii es una especie de hongo del orden Agaricales, de la familia Crepidotaceae, perteneciente al género Crepidotus.

## Características
El píleo tiene la forma de un pétalo concoide puede medir hasta 2,5 centímetros de diámetro y no llega a medir 1 centímetro de espesor, es aterciopelado, no desarrolla tallo, su color es blanquecino, crece en los tacones de madera y troncos muertos en los meses de verano y de otoño, en Europa y América del Norte. El sabor y el olor es suave, las esporas son marrones.